# Bertrand Guilloux
Pour les articles homonymes, voir Guilloux.
Pas d'image ? Cliquez ici

a Compétitions nationales et continentales officielles uniquement.

Dernière mise à jour le 4 mars 2023.
Bertrand Guilloux, né le 13 juin 1977 à Beauvais (Oise), est un joueur français de rugby à XV qui évolue au poste de demi d'ouverture.

## Biographie
Bertrand Guilloux commence à jouer au rugby à XV à l'US Cluny, avant de rejoindre le Stade dijonnais, puis l'AS Montferrand où il termine sa formation.
Après avoir commencé sa carrière professionnelle avec Clermont en première division, il rejoint l'US bressane en 2002, évoluant en Fédérale 1. Il joue ensuite deux saisons en première division avec Montpellier RC, puis six ans avec l'US Oyonnax en Pro D2.
En 2011, il rejoint le Sporting nazairien en Fédérale 1, où il cumule dans un premier temps les fonctions de préparateur physique et de joueur. Il devient ensuite entraîneur-joueur à partir de janvier 2012, jusqu'au terme de la saison 2012-2013 et la fin de sa carrière de joueur. La saison suivante, il occupe la fonction d'entraîneur principal du club nazairien jusqu'en mars 2014, date à laquelle il est limogé.
En 2014, il rejoint alors le Stade nantais, qu'il entraîne pendant huit saisons, jusqu'à son retrait en mars 2022. Il s'engage par la suite avec le RC La Baule en Fédérale 2, où il forme un binôme avec l'ancien international tongien Ephraim Taukafa.

## Palmarès

### En club
- Vainqueur de la Coupe de la Ligue en 2001 avec l'AS Montferrand.
- Vainqueur du Championnat de France espoirs en 2001 avec l'AS Montferrand.
- Vainqueur du Bouclier européen en 2004 avec le Montpellier RC.

### En équipe nationale
- Équipe de France universitaire